# Altun-alem džamija
Altun-alem džamija (džamija sa zlatnim alemom - dragim kamenom) nalazi se u Novom Pazaru. Nalazi se u sastavu Medžlisa Islamske zajednice Novi Pazar, u okvirima Sandžačkog muftiluka. Predstavlja rijetko remek-djelo islamske arhitekture i pod zaštitom je države od 1979. godine.

## Povijest
Altun-alem džamiju je u prvoj polovini 16. stoljeća izgradio neimar Muslihudin Abdulgani, poznat i pod imenom Mujezin hodža al-Medini, graditelj mnogih građevina u Jugoistočnoj Europi. U Skoplju je podigao Kuršumli-han, džamiju, obnovio je jedan hamam i posjedovao je nekoliko kuća i dućana. Izgradio je džamiju i karavansaraj u Mažićima pokraj Zvečana. U Vakufnami iz 1550. godine mogu se naći svi njegovi projekti na području Novog Pazara: Altun-alem džamija, mekteb na tlu džamijskoga kompleksa, tri kuće za boravak imama, han, šest prodavaonica pored hamama, šest kožarskih prodavaonica u Tabačkoj čaršiji na obali rijele Raške, sedam mlinova pored mosta (jedan od njih je bio sa pet vitlova). Sasvim je sigurno da je graditelj Altun-alem džamije bio bogat čim je izgradio toliko građevina, ne samo sakralnih. Međutim, posjedovao je i dostatan stupanj naobrazbe za posjedovanje zvanja Mevlana (Mevlana Muslihudin Efendija), počasna zvanja koje su mogli nositi samo istaknuti islamski učenjaci i filozofi.
Točna godina izgradnje ove džamije se ne zna. U osmanskom popisu iz 1528. godine spominje se u Novom Pazaru Mahala Mujezin hodže. Ona je tada imala 35 domaćinstava, 1540. godine 20 i 1604. godine 30 domaćinstava, kako to navode izvori. U 17. stoljeću ime Mujezin hodžina mahala zamijenjeno je imenom Altun-alem mahala. Mujezin Mahala vezana je za graditelja Altun-alem džamije. Prvi put spominje se 1528. godine, a u ranijem popisu iz 1516. godine se ne spominje. Prema tomu, izgradnju Altun-alem džamije i treba smjestiti između 1516. i 1528. godine. U svakom slučaju, ta je građevina iz prve polovine 16. stoljeća. U skopskim rukopisima navodi se kako se radi o izuzetnom građevinskom djelu, da se slične građevine mogu naći samo u Istanbulu, Edirneu i Bursi te da je na nju podsjećao Tašhan (Kameni han) u Skoplju.
Prvomajska ulica, u kojoj se nalazi džamija, ranije se zvala Stambolski drum, a cijelo naselje bilo je poznato kao Jeleč mahala, po Jeleču, srednjovjekovnom gradu koji se nalazi na Rogozni, u čijem pravcu je vodila današnja Prvomajska ulica. Ime Jeleč mahala izgubilo se u 17. stoljeću i umjesto njega spominju se džemati Altun-alem i Ahmed vojvoda. Osmanski putopisac Evlija Čelebija, koji je kroz ove krajeve proputovao šezdesetih godina 17. stoljeća, zapisao je: „Džamija koja se zove Altun (alem) džamija stara je bogomolja, nalazi se u Jeleč mahali na Carigradskom drumu”.
U haremu Altun-Alem džamije nalazi se i mezar sandžačkoh muftije i političara Muamer ef. Zukorlića.

## Vanjske poveznice
- Republički zavod za zaštitu spomenika kulture - Beograd
- Lista spomenika
- Republički zavod za zaštitu spomenika kulture Beograd/Baza nepokretnih kulturnih dobara